# 구로사키촌 (이바라키현)
구로사키촌(黒前村)은 이바라키현 다가군에 일찍이 존재했던 촌이다.

## 지리
- 현재의 히타치시 북부, 현재의 다카하기시 남부에 위치한다.
- 구 주오초의 서부에 위치한다.
- 촌은 다가산지의 일부에 위치하여 산이 많은 지형이다.
- 촌의 동쪽에는 수타바산이 있다.
- 촌은 주오강 상류에 위치한다.

## 역사
- 1889년 4월 1일 - 정촌제 시행에 의해 다가군 구로사키촌이 성립하였다.
- 1955년 2월 11일 - 구시가타촌, 다카하기시의 일부와 합병해 주오촌이 성립하여, 동일 구로사키촌은 폐지되었다.

## 인구
| 1891년 | 1,708 |
| 1920년 | 2,174 |
| 1935년 | 2,141 |
| 1950년 | 2,906 |

## 참고문헌
- 『高萩市史』、高萩市、1969年
- 十王町史編さん調査会編『十王町史 地誌編 』、日立市、2008年
- 角川日本地名大辞典編纂委員会『가도카와 일본 지명 대사전 8 茨城県』、가도카와 쇼텐、1983年 ISBN 4040010809